# Bojongkoneng (Ngamprah)
Bojongkoneng is een bestuurslaag in het regentschap Bandung Barat van de provincie West-Java, Indonesië. Bojongkoneng telt 11.906 inwoners (volkstelling 2010).